# Sindrome dell'arto fantasma
La sindrome dell'arto fantasma è la sensazione anomala di persistenza di un arto dopo la sua amputazione o dopo che questo sia diventato insensibile: il soggetto affetto da questa patologia ne avverte la posizione, accusa sensazioni moleste e spesso dolorose, talora addirittura di movimenti come se questo fosse ancora presente.
Questa sensazione, assolutamente normale e che non rientra in nessun tipo di problema psichico, è correlata con la propriocezione.

## Storia
La prima pubblicazione del 1866 si deve al medico Silas Weir Mitchell che operava all'ospedale di Filadelfia specializzato nella cura dei veterani della guerra civile americana, ipotizzando che l'arto fantasma presente in tutti gli amputati fosse dovuto a una rappresentazione neurale dell'arto, persistente nel cervello

## Spiegazioni classiche neurologiche e psichiatriche
La spiegazione classica del fenomeno ipotizza che la causa diretta della sindrome dell'arto fantasma sia l'attività elettrica aberrante proveniente dal neuroma che va a formarsi nel moncone in seguito alla rescissione del nervo. La terapia applicata per lenire il dolore riferito all'arto fantasma era la rimozione chirurgica della terminazione nervosa. I risultati di questa procedura chirurgica sono ambigui, in quanto il dolore tende a ripresentarsi in molti casi poco tempo dopo l'intervento.
In ambito psichiatrico soprattutto di orientamento dinamico si è a volte identificata la sindrome come un disturbo psichico innescato dalla non accettazione della perdita, tracciando un parallelismo con le visioni di congiunti o cari deceduti. Queste spiegazioni hanno uno scarso valore euristico e sono oggi quasi totalmente abbandonate.

## Attuali spiegazioni neurofisiologiche delle sensazioni somatosensitive

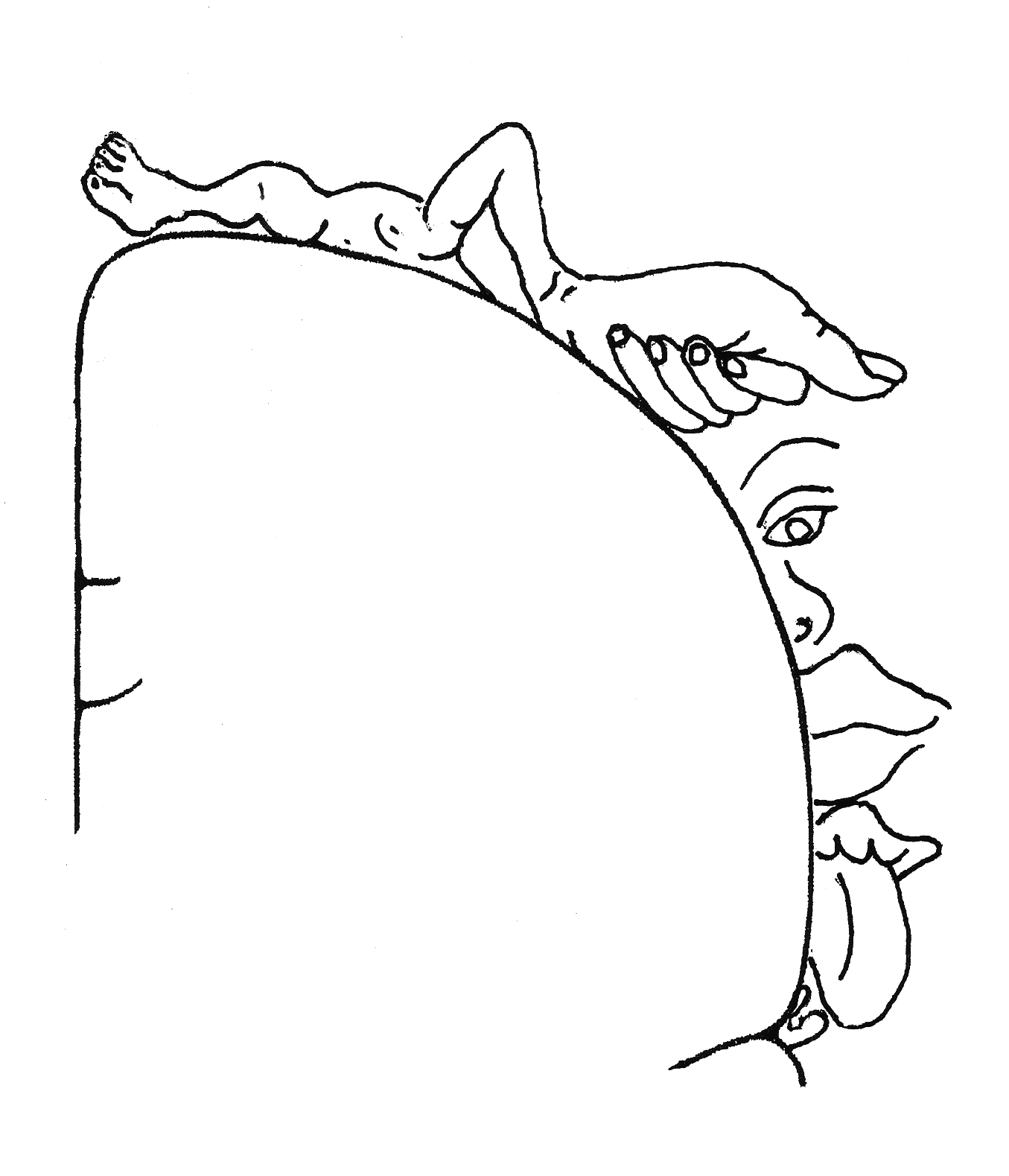
Mappa corticale somatosensitiva presente nell'area 1 di Brodmann

Una delle possibili spiegazioni del fenomeno è che le aree della corteccia somatosensoriale ancora attive stringano connessioni con l'area deafferentata dalla rescissione del nervo, facendo quindi avvertire al soggetto sensazioni tattili e termiche riferite all'arto fantasma in seguito alla stimolazione delle aree topograficamente contigue nella rappresentazione corticale. Infatti nell'encefalo umano e in particolare nella neocorteccia post-centrale sono presenti diverse mappe corporee organizzate topograficamente e sensibile alla stimolazione tattile, termica, chinestesica e dolorifica. L'estensione della rappresentazione neurale delle diverse parti del corpo non è proporzionale alla loro dimensione relativa ma piuttosto alla densità dei loro recettori periferici, ed è soggetta a variazioni anche nel soggetto sano in seguito ad un addestramento specifico. In caso di deafferentazione due fenomeni possono spiegare interessamento verso la corteccia rimasta inattiva da parte di quelle circostanti: innanzitutto connessioni transcorticali già presenti ma rese silenti dalla normale attività funzionale possono emergere in seguito alla destimolazione e rafforzarsi per un processo di feedback; è inoltre possibile la formazione di nuove collaterali assoniche dalle cortecce adiacenti e quindi la genesi di nuove sinapsi funzionali, fenomeno denominato sprouting. Studi recenti indicano il coinvolgimento di entrambi questi processi nell'insorgere del fenomeno dell'arto fantasma.

## Attuali spiegazioni neurofisiologiche delle sensazioni motorie
Il fenomeno della plasticità corticale è di grande aiuto nel chiarire la componente sensoriale della sindrome dell'arto fantasma, ma non sembra sufficiente a spiegare il motivo per cui alcuni soggetti affermino di poter avvertire chiaramente il movimento dell'arto amputato. Il fenomeno può essere chiarito se si considerano gli abbondanti collegamenti tra la corteccia motoria e premotoria (Area 4 e 6 di brodmann) e quella somatosensitiva del lobo parietale. Il lobo parietale è infatti la struttura principalmente responsabile della percezione del proprio movimento corporeo, la deafferentazione della corteccia somatosensitiva dagli input sensoriali fa sì che il segnale di feedforward inviato dalla corteccia motoria venga percepito come movimento anche in assenza del feedback proveniente dagli organi tendinei del golgi e dai fusi neuromuscolari. Ovviamente questo è possibile perché la corteccia motoria continua ad inviare segnali all'arto mancante spesso per molto tempo dopo l'amputazione.

## Fenomenologia della sindrome
La sindrome dell'arto fantasma è un fenomeno abbastanza comune e può manifestarsi in svariati modi. Le sensazioni riferite possono essere di natura tattile, dolorifica e motoria, inoltre l'arto può apparire al soggetto mobile o immobilizzato in una posizione fissa, solitamente quella precedente all'amputazione. I casi di dolore all'arto fantasma sono particolarmente difficili da combattere e sono particolarmente opprimenti dal punto di vista psicologico.
La natura dell'arto fantasma non è sempre fedele a quella di quello posseduto prima dell'amputazione, a volte ad esempio viene percepita solo la mano direttamente attaccata alla spalla o possono essere percepiti arti sdoppiati o multipli. È possibile che anche soggetti nati senza arti presentino la sindrome, prova di una certa determinazione genetica delle mappe corporee al livello corticale. Sono anche riferiti in bibliografia molti casi di seno fantasma in seguito a mastectomia e persino di peni fantasma con tanto di erezione.
Nell'uso delle protesi la presenza dell'arto fantasma è particolarmente utile alla riabilitazione del paziente.

## Mirror box

Diagramma del Mirror box. Il paziente inserisce la mano sana in un foro, e la "mano fantasma" nell'altro.

Per quanto possa sembrare sorprendente, il semplice utilizzo di una scatola dotata di uno specchio, in grado di dare al soggetto l'impressione di vedere il proprio arto fantasma nell'immagine riflessa dell'arto sano, sembra aver portato numerosi benefici ai pazienti afflitti da paralisi e dolori all'arto illusorio. Il fatto stesso di fornire un feedback visivo dell'arto in movimento sembra poter agire sui circuiti cerebrali tanto da variare la mappa corporea. L'uso di questo metodo è stato introdotto in via sperimentale dal neurologo indiano, Vilayanur S. Ramachandran, uno dei massimi esperti della sindrome.

## Casi opposti
All'opposto della sindrome dell'arto fantasma sono noti casi di persone che non sentono più come propri alcuni arti funzionanti.

## Controllo muscolare
Nel 2016, uno studio su 11 amputati trans-radiali ha identificato una relazione significativa tra l'intensità della sensazione dell'arto fantasma e la capacità di controllare i muscoli rimanenti nel moncone (misurata tramite l'analisi dei segnali elettromiografici tramite intelligenza artificiale). Questo risultato suggerisce che una sensazione più alta di arto fantasma possa essere correlata a una minore perdita di funzionalità del controllo muscolare e ad una migliore integrazione con una protesi bionica.